# Punishing Kiss
Albums de Ute Lemper
Kurt Gerrons Karussell
(1999) Little Water Song
(2000)
Punishing Kiss est un album de Ute Lemper, sorti en 2000.

## L'album
Le titre The Part You Throw Away est présent sur l'album deux ans avant la sortie de Blood Money par ses compositeurs Kathleen Brennan et Tom Waits. Ute Lemper collabore avec The Divine Comedy pour la composition de cet album. La version française contient un duo avec Arthur H, Maison Close, adaptée du titre Tango Ballad, et deux autres chansons sont adaptées également : The Case Continues devient L’Affaire Continue et Little Water Song devient Petite Chanson d'Eau. La version japonaise contient quant à elle le titre supplémentaire Lullaby (By-By-By), qui parle du suicide assisté. 
L'album atteint la 104e place des charts britanniques, la 8e du Top Classical Crossover et fait partie des 1001 albums qu'il faut avoir écoutés dans sa vie. 

### Titres
1. Little Water Song (Nick Cave, Bruno Pisek) (3:59)
2. The Case Continues (Neil Hannon, Joby Talbot) (3:52)
3. Passionate Fight (Elvis Costello, Steve Nieve) (4:14)
4. Tango Ballad (Bertolt Brecht, Kurt Weill) (4:59)
5. Couldn't You Keep That to Yourself (Elvis Costello) (2:50)
6. Streets of Berlin (Martin Sherman, Philip Glass) (4:01)
7. The Part You Throw Away (Tom Waits, Kathleen Brennan) (4:40)
8. Split (Neil Hannon, Joby Talbot) (3:43)
9. Punishing Kiss (Elvis Costello, Cait O'Riordan) (4:33)
10. Purple Avenue (Tom Waits) (4:23)
11. You Were Meant For Me (Neil Hannon, Joby Talbot) (5:17)
12. Scope J (Scott Walker) (10:56)

### Musiciens
- Miggy Barradas : batterie
- Stuart Bates : accordéon, orgue Hammond
- John Beal : basses
- Jay Berliner : guitare
- John Bradbury, Isobel Griffiths  : orchestration
- Hugh Burns : guitare
- Warren Ellis, Jill Jaffe, Everton Nelson  : violons
- Rob Farrer : percussions
- Brian Gascoigne : chef d'orchestre, piano
- John Giblin : basse, guitare
- Neil Hannon : voix
- Jon Jacobs, Jay Reynolds, Scott Walker, Peter Walsh : mixage
- Ute Lemper : voix
- Evan Lurie : piano
- Alasdair Malloy : percussions
- Bryan Mills: basses
- Alfredo Pedernera : bandonéon
- Ivor Talbot : guitare, mandoline
- Joby Talbot : Orchestration, cor Anglais, claviers, piano
- Gavyn Wright : premier chef d'orchestre